# Sangão
Sangão este un oraș în Santa Catarina (SC), Brazilia.